# Amit Singhal
Amit Singhal (né en septembre 1968 en Inde) est un des responsables de Google. "Senior vice president" du groupe, cet ingénieur en informatique dirige l'équipe chargée d'améliorer le moteur de recherche.

## Biographie
Amit Singhal a suivi des études d'informatique, d'abord en Inde à l'Indian Institute of Technology Roorkee, puis à l'université du Minnesota et à l'université Cornell, où il obtient un doctorat. Il travaille à partir de 1996 chez AT&T sur la reconnaissance de la parole, dans le but de développer la recherche de documents audio. Depuis 2000, il travaille chez Google où il est responsable du département Search Quality. À ce titre, il a la charge d'améliorer en permanence l'algorithme du moteur de recherche, qu'il a réécrit en 2001, et dont dépend la pertinence des résultats. Il est devenu un « fellow », titre réservé aux ingénieurs que l'entreprise souhaite distinguer. Dans un entretien accordé à Saul Hansell et publié dans le New York Times le 3 juin 2007, il apporte quelques informations sur l'algorithme de recherche de Google. Il a mis au point un logiciel nommé Debug qui permet de veiller à la pertinence des résultats de recherche, et de corriger l'algorithme pour l'améliorer.
Il quittera Google le 26 février 2016.
Depuis, directeur technique d'Uber, il a remis sa démission lundi 27 février 2017. Il est accusé d'avoir dissimulé le fait qu'il était visé par une plainte pour harcèlement sexuel du temps où il officiait chez Google.
"The fascination with flying though galaxies and talking to a computer that could answer any question was always there for me."